# Caminho Niemeyer
Caminho Niemeyer é um conjunto de equipamentos culturais e centro cultural de grande valor arquitetônico projetados pelo arquiteto Oscar Niemeyer, nos bairros litorâneos na cidade de Niterói, Rio de Janeiro. O complexo se estende por 11 km de extensão ao longo da orla da cidade, do Centro à Zona Sul, desde o terreno do Aterro da Praia Grande (no Centro) até o bairro da Charitas. O objetivo era revitalizar a orla da cidade junto a Baía de Guanabara e a parte central da cidade de Niterói. 
As construções, que começaram a ser erguidas em janeiro de 2002, formarão o segundo maior conjunto arquitetônico assinado por Niemeyer, depois de Brasília.
Apesar do Caminho Niemeyer ter projetos em diferentes espaços na cidade, muitos dos projetos de Niemayer em Niterói ficaram concentrados na chamada Praça Popular de Niterói, e por esta razão, a praça é bastante associada com o próprio caminho em si. O conjunto arquitetônico ainda se encontra em fase de implementação, considerando que alguns dos projetos de Niemeyer no local ainda não saíram do papel, e que a maioria dos centros culturais estão fechados ou funcionando apenas parcialmente.
As obras concluídas de Oscar Niemeyer fazem da orla de Niterói uma sucessão de cartões-postais, cujo maior destaque é o Museu de Arte Contemporânea de Niterói (MAC), e a combinação da paisagem e do projeto arquitetônico tornou o conjunto de edificações em um dos mais conhecidos no mundo.

## História

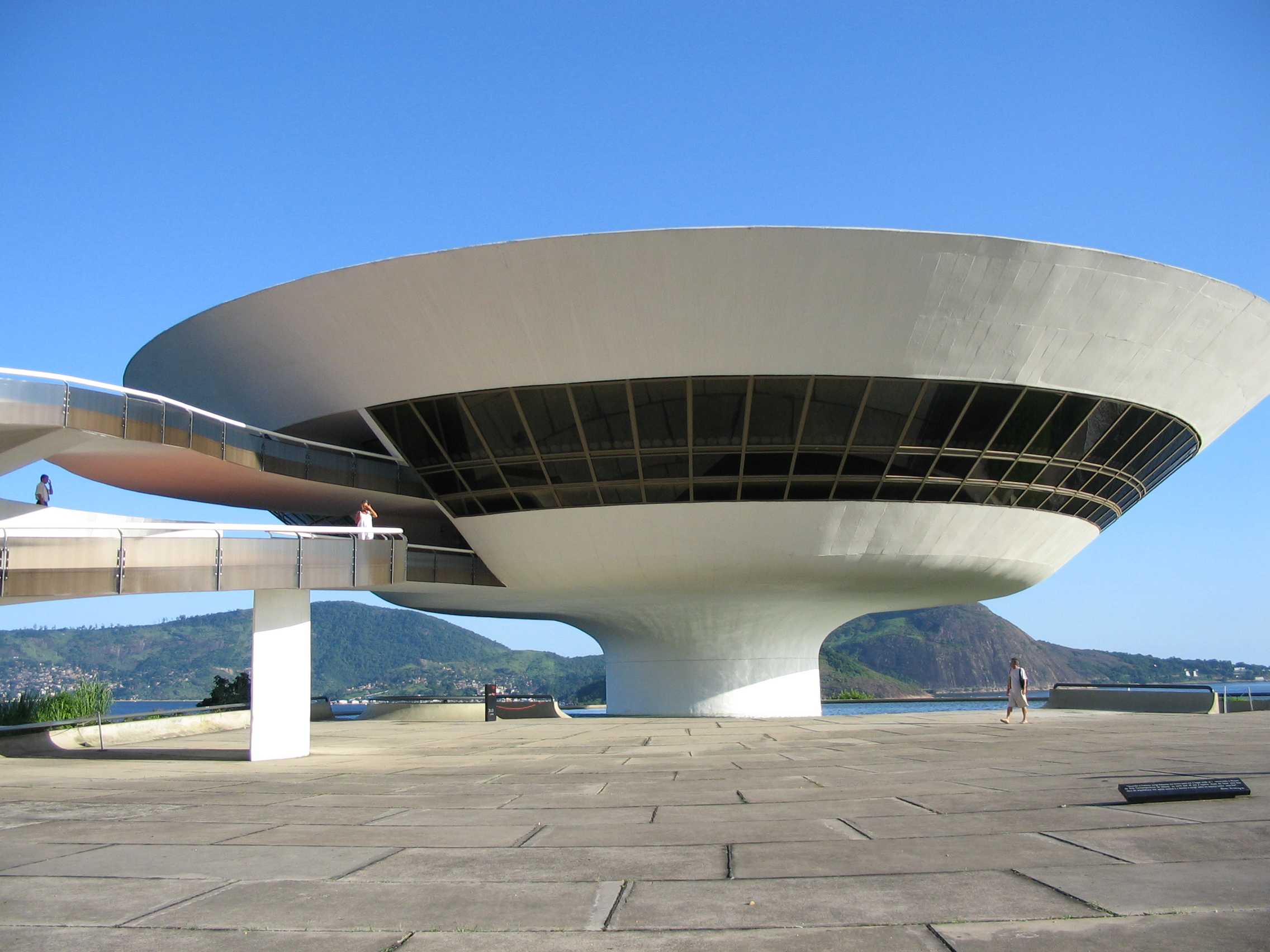
O Museu de Arte Contemporânea de Niterói é um dos componentes do Caminho Niemeyer

O Museu de Arte Contemporânea de Niterói acabara de ser concluído quando   convidou o arquiteto Oscar Niemeyer para um novo projeto. 
Na década de 1990, Jorge Roberto Silveira, o então prefeito de Niterói, pensava em revitalizar a zona central e a orla de Niterói, construindo um complexo arquitetônico voltado para a cultura. Silveira convidou o arquiteto Oscar Niemeyer para o novo projeto, que tinha sido recentemente o autor do projeto do Museu de Arte Contemporânea de Niterói.
A ideia era que o complexo atravessasse o bairro da Boa Viagem, onde o MAC se juntaria ao conjunto, formando assim um caminho ao longo da orla da cidade junto a Baía de Guanabara. Com isso, o local ficou popularmente conhecido como o Caminho Niemeyer.
Os edifícios projetadas por Niemeyer foram dispostos ao longo da orla do Centro da cidade  até o bairro de Charitas, desde o terreno no Centro de 72.000 m² à beira mar, no Aterro da Praia Grande. 
Ao longo deste tempo o projeto passou por diversas modificações, tanto com relação a sua própria localização, quanto a definição dos prédios a serem construídos, e mesmo os projetos arquitetônicos destes prédios.
| “                | Não foi difícil projetar para Niterói, porque esta é uma cidade de orla tão bela que possibilita a criação a céu aberto, como um itinerário cultural e religioso. | ” |
| — Oscar Niemeyer | |   |

Outro fato retardou o efetivo início das obras: por se tratarem de prédios de alta complexidade de construção - seja por sua arquitetura ou seja pela qualidade do terreno, que exige fundações vigorosas - os custos seriam muito elevados para os padrões de novos empreendimentos da Prefeitura.
Assim, buscando parcerias com a iniciativa privada e com o governo federal para a realização da obra, o Grupo Executivo do Caminho Niemeyer, implantado em julho de 2001, almejava viabilizar o início da construção de todos os prédios do Caminho Niemeyer - inclusive outros que vieram a se integrar ao projeto fora do terreno do conjunto arquitetônico.
Até o ano de 2011, o gasto previsto com a construção do projeto superava em 85% (R$55 milhões) o investimento inicialmente previsto, de R$65 milhões (em valores atualizados).

## Composição
O Caminho Niemeyer inclui atualmente nove projetos finalizados, além de um projeto em construção, duas esculturas, e sete projetos não executados. O primeiro projeto foi o Museu de Arte Contemporânea de Niterói, inaugurado em 1996. 
Ainda fazem parte do caminho 8 Centros de Atendimento ao Turista (CAT) em diferentes pontos da cidade. O CAT é ligado a Niterói Empresa de Lazer e Turismo, que promove o turismo na cidade de Niterói.

### Estrutura
|    | Imagem | Nome                                   | Local                  | Inauguração   | Ref.   |
| -- | ------ | -------------------------------------- | ---------------------- | ------------- | ------ |
| 1  |        | Museu de Arte Contemporânea de Niterói | Mirante da Boa Viagem  | 1996          | [ 6 ]  |
| 2  |        | Memorial Roberto Silveira              | Praça Popular          | 2003          | [ 7 ]  |
| 3  |        | Estação Hidroviária de Charitas        | Charitas               | 2004          | [ 8 ]  |
| 4  |        | Parque das Águas                       | Centro                 | 2006          | [ 9 ]  |
| 5  |        | Teatro Popular de Niterói              | Praça Popular          | 2007          | [ 10 ] |
| 6  |        | Módulo de Ação Comunitária             | Ingá                   | 2008          | [ 11 ] |
| 7  |        | Sede da Fundação Oscar Niemeyer        | Praça Popular          | 2010          | [ 12 ] |
| 8  |        | Centro Petrobras de Cinema             | São Domingos           | 2012          | [ 13 ] |
| 9  |        | Praça Juscelino Kubitschek             | Aterro da Praia Grande | 2020          | [ 15 ] |
| 10 |        | Nova Catedral de Niterói               | Praça Popular          | Em construção | [ 16 ] |

#### Esculturas
|   | Imagem | Nome                   | Local                      | Inauguração | Ref.          |
| - | ------ | ---------------------- | -------------------------- | ----------- | ------------- |
| 1 |        | Monumento ao Horizonte | Praça Popular              | 2016        | [ 17 ] [ 18 ] |
| 1 |        | O Goleiro              | Praça Juscelino Kubitschek | 2016        | [ 19 ]        |

#### Projetos
|   | Imagem | Nome                            | Local                      | Inauguração (Previsão) | Ref.   |
| - | ------ | ------------------------------- | -------------------------- | ---------------------- | ------ |
| 1 |        | Terminal Intermoldal de Niterói | Praça Arariboia            | Sem previsão           | [ 20 ] |
| 2 |        | Torre Panorâmica de Niterói     | Praça Popular              | Suspenso               | [ 22 ] |
| 3 |        | Oceanário de Niterói            | Aterro da Praia Grande     | Sem previsão           | [ 24 ] |
| 4 |        | Centro de Convenções            | Praça Popular              | Sem previsão           |        |
| 5 |        | Capela Flutuante                | Praça Popular              | Sem previsão           | [ 25 ] |
| 6 |        | Arena Multiuso                  | Concha Acústica de Niterói | Sem previsão           |        |
| 7 |        | Restaurante                     | Praça Popular              | Sem previsão           |        |

## Praça Popular de Niterói

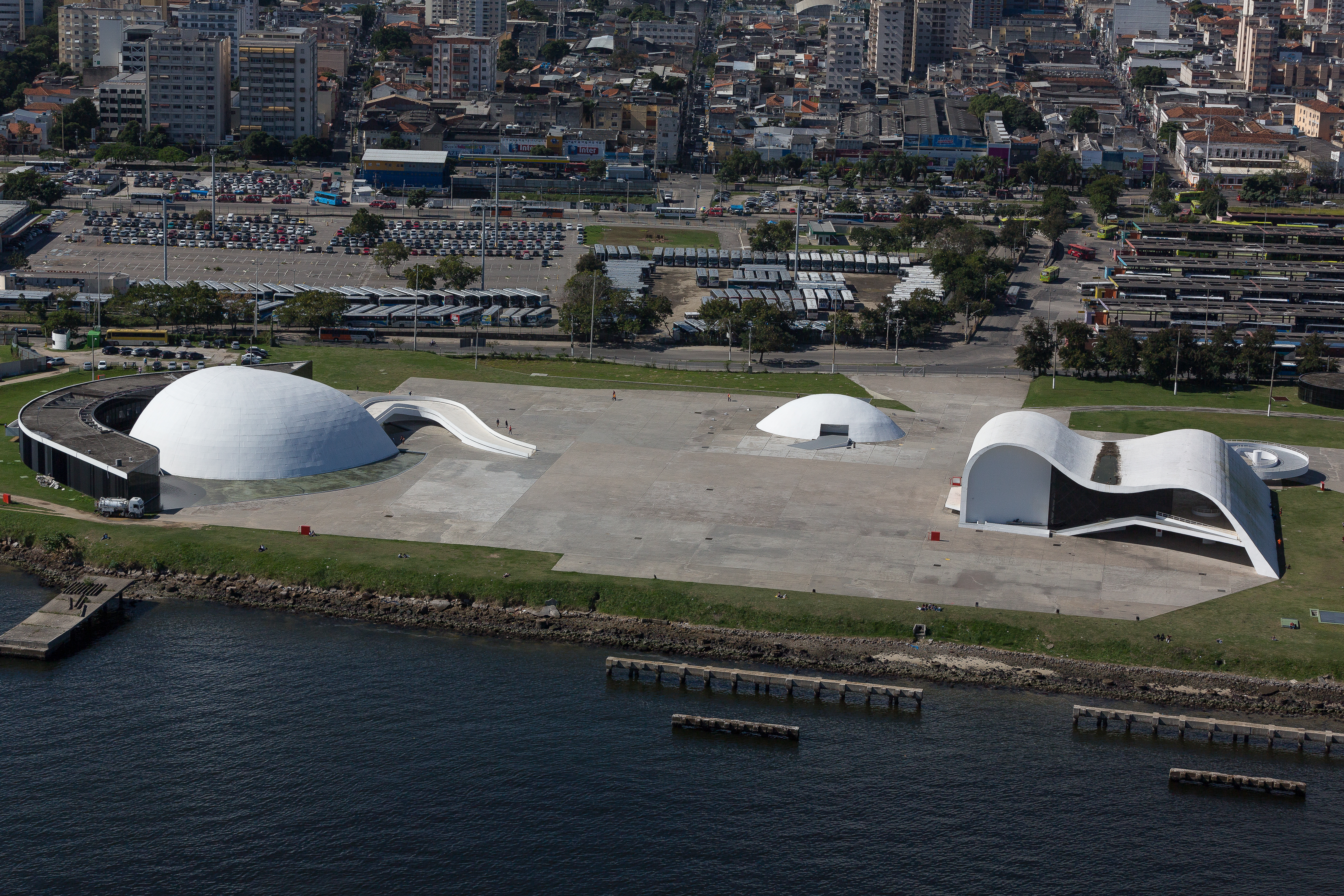
Vista aérea da Praça Popular de Niterói

A Praça Popular de Niterói é um complexo arquitetônico localizado no no Centro de Niterói, e parte integrante do Caminho Niemeyer. No local se encontra atualmente 4 obras de Oscar Niemeyer, sendo uma em construção, e um monumento, além de outros projetos não executados.

### Teatro Popular de Niterói

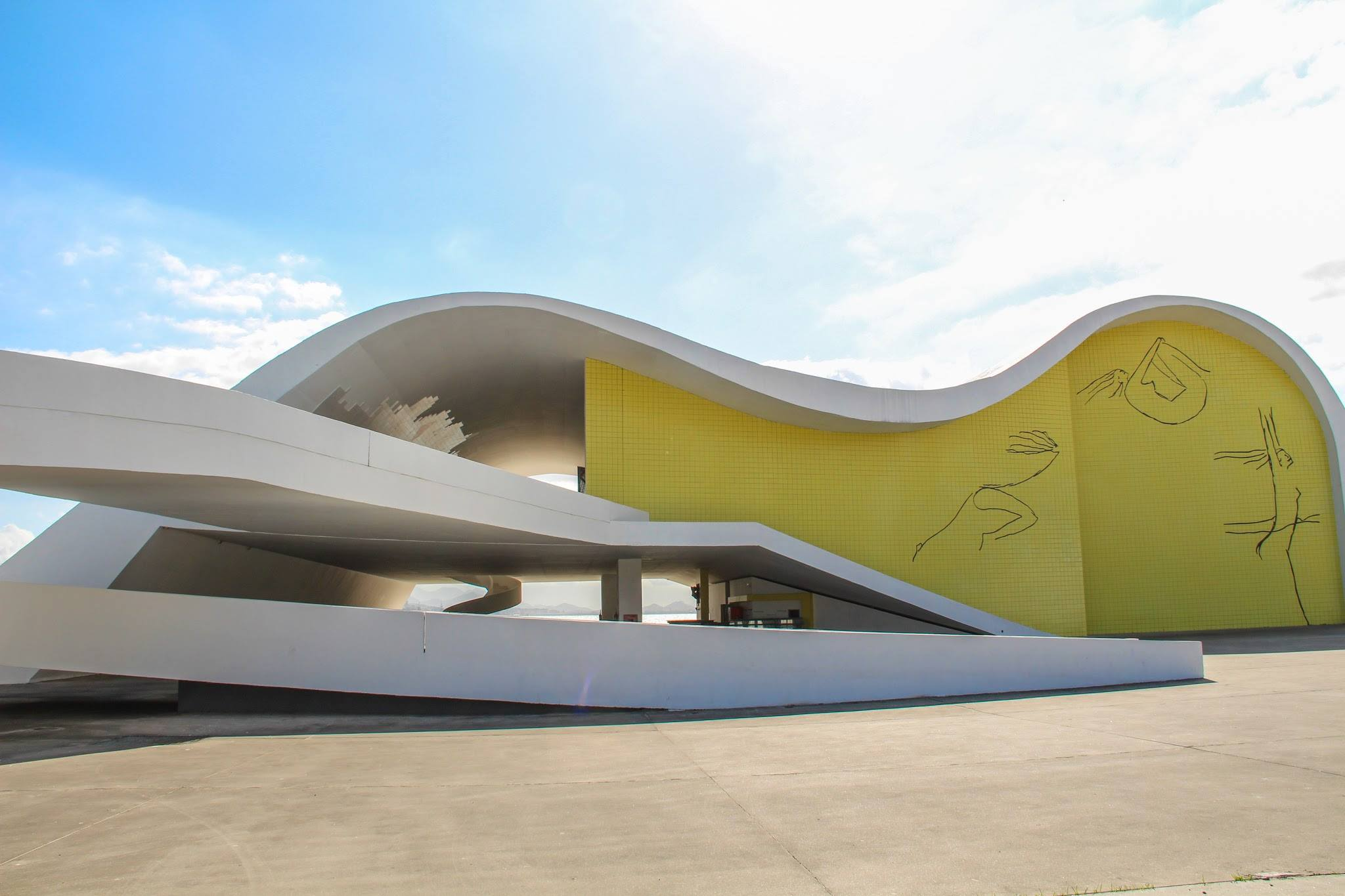
O Teatro Popular de Niterói

O  Teatro Popular de Niterói é um teatro que comporta até 380 pessoas. Entretanto, o palco apresenta parte posterior reversível, que se abre para uma ampla praça podendo abrigar espetáculos ao ar livre, ampliando a capacidade máxima para 20.000 lugares em um espaço de 17 mil metros quadrados. 
Seu traçado sinuoso é característico de seu criador, e seus painéis retratam três desenhos alegóricos de mulheres. Tem mil metros quadrados de área interna.  A Prefeitura anunciou intervenções no projeto original e o teatro vai ganhar um palco externo fixo, além de reforma na estrutura interna.

### Memorial Roberto Silveira

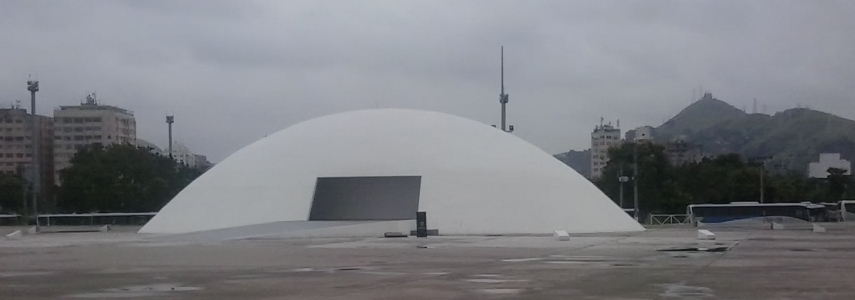
O Centro de Memória Roberto Silveira

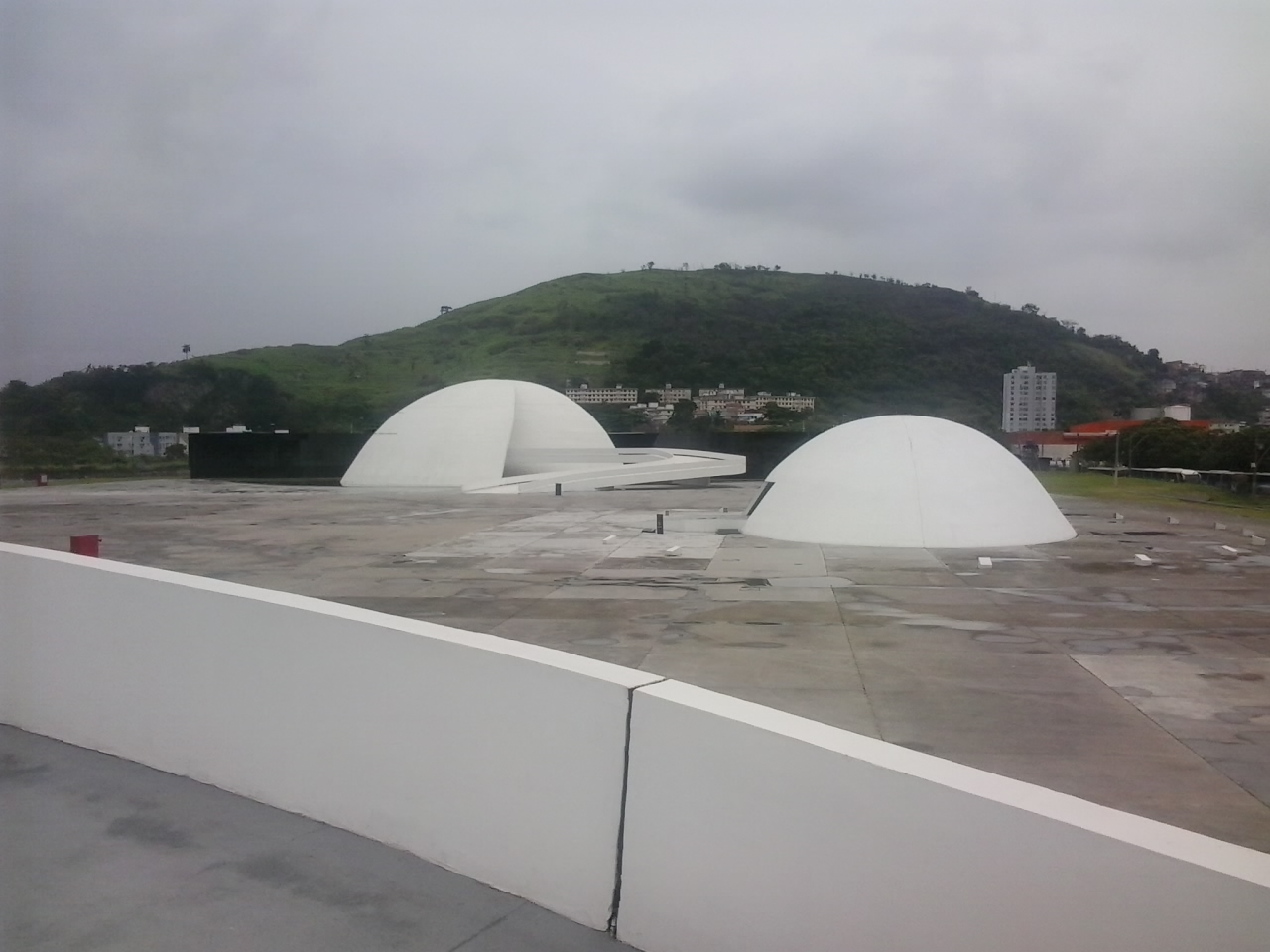
Sede da FON e o Centro de Memória Roberto Silveira

O Memorial Roberto Silveira, também chamado de Centro de Memória Roberto Silveira, homenageia o ex-governador do Rio de Janeiro Roberto Silveira.
O local abriga importante acervo histórico e iconográfico de Niterói, começando com mais de 200 mil títulos digitalizados contendo dados da cidade de Niterói, do Estado do Rio de Janeiro e da vida do ex-governador, e ainda contém terminais de computadores para consultas eletrônicas, espaço para exposições, central de informação e impressão de dados pesquisados, auditório e painel do artista plástico Cláudio Valério Teixeira, retratando a história de Roberto Silveira. 
Desde 2013, o Memorial Roberto Silveira abriga o Centro de Memória da História e da Literatura Fluminense.

### Sede da Fundação Oscar Niemeyer
A sede da Fundação Oscar Niemeyer foi construída no complexo arquitetônico, ocupando 4.000 m² na região. A construção tem o formato de um caracol e guardaria todo o acervo do arquiteto, como esculturas, projetos, maquetes e trabalhos realizados ao longo de mais de 70 anos.
No local seriam instaladas a sua administração, o Centro de Pesquisa e Documentação e a Escola Oscar Niemeyer de Arquitetura e Humanidades. Atualmente, a Fundação será considerada um importante centro de documentação, quando disponibilizar seu acervo bibliográfico e oferecer produtos e serviços de informação crítica voltada à reflexão e difusão do urbanismo, design e artes plásticas, além da valorização e preservação do patrimônio arquitetônico moderno do país. 
Em 2013 a Prefeitura de Niterói pretende instalar nas instalações do edifício a Escola de Humanidade, Arte e Cultura e o Museu Oscar Niemeyer, junto à escola, como um museu de arquitetura e design, aproveitando o potencial do Caminho Niemeyer para o tema. 
Atualmente o edifício é um teatro juntamente com um cybercafé para consultas e informações.

### Monumento ao Horizonte

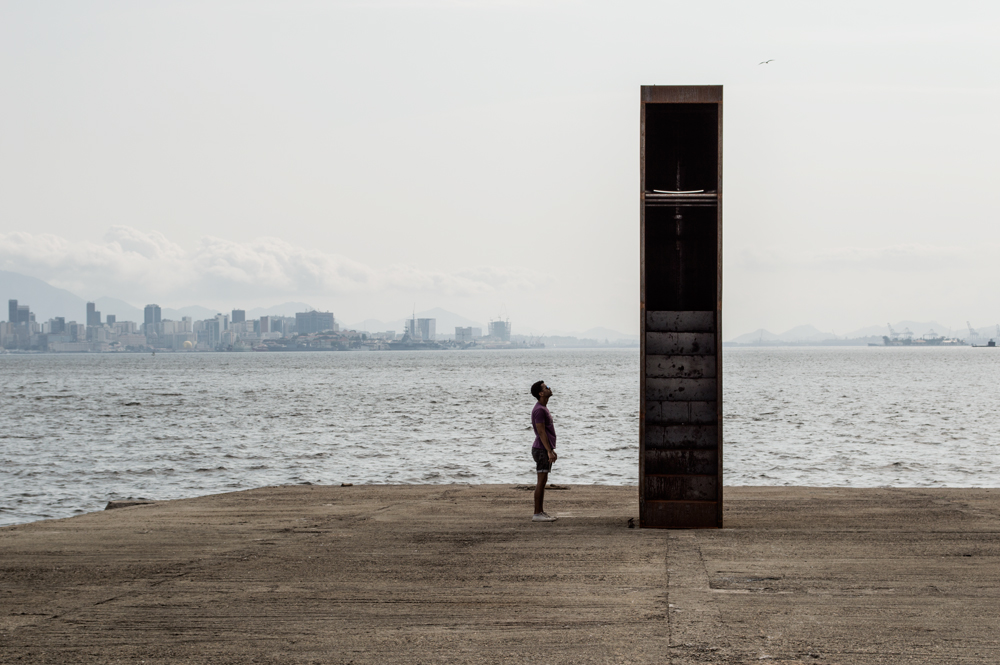
O Monumento ao Horizonte

O Monumento ao Horizonte é um projeto do artista carioca Felippe Moraes. A obra possui 4,8m de altura e é construída em aço corten que configura-se como um mirante no qual o observador é convidado a subir as suas escadas e direcionar o olhar a uma fresta que permite ver apenas o horizonte adiante. A obra está instalada em direção ao oeste em perfeito alinhamento com os pontos cardeais, marcando assim a passagem dos solstícios e dos equinócios.

### Nova Catedral Católica e Niterói
Em 1996, Dom Carlos Alberto Etchandy Gimeno Navarro, idealizou uma nova Catedral para Niterói, em substituição a Catedral de São João Batista do Jardim São João, no Centro da cidade, e se iniciou o projeto que foi repassado para Oscar Niemeyer e o Prefeito Jorge Roberto Silveira. 
Em outubro de 1997, o projeto da Nova Catedral assinado pelo arquiteto Oscar Niemeyer foi abençoada pelo Papa João Paulo II, hoje São João Paulo II, em sua segunda visita ao Rio. Na ocasião João Paulo II conheceu a planta e a maquete da catedral e abençoou a pedra fundamental da Nova Catedral de Niterói. A pedra fundamental foi lançada no ano de 1999 em uma grande festa no terreno, pelo inicio das obras do Caminho Niemeyer.
Por ocasião do falecimento de Dom Carlos Alberto Navarro, em 2003. O projeto foi arquivado pelo seu sucessor O Bispo Dom Frei Alano Maria O. P. Pena, que preferiu deixar arquivado, por ver que não era possível a viabilidade financeira do projeto e não tendo articulação politica para a mesma.  
Em 2012, a pedido de Dom José Francisco o então prefeito Jorge Roberto Silveira, doou o terreno para a nova catedral, fazendo com que os esforços pela sua construção fossem retomados. 
Em 2013, durante JMJ o Arcebispo de Niterói apresentou o projeto ao Papa Francisco, que o abençoou. No dia 12 de outubro de 2014, foi entronizada a pedra de inicio as obras com o aditivo de mais um ano para inicio das obras.
Em março de 2016, começaram as obras para a construção da Nova Catedral.

## Outros pontos da cidade

### Museu de Arte Contemporânea de Niterói (MAC)

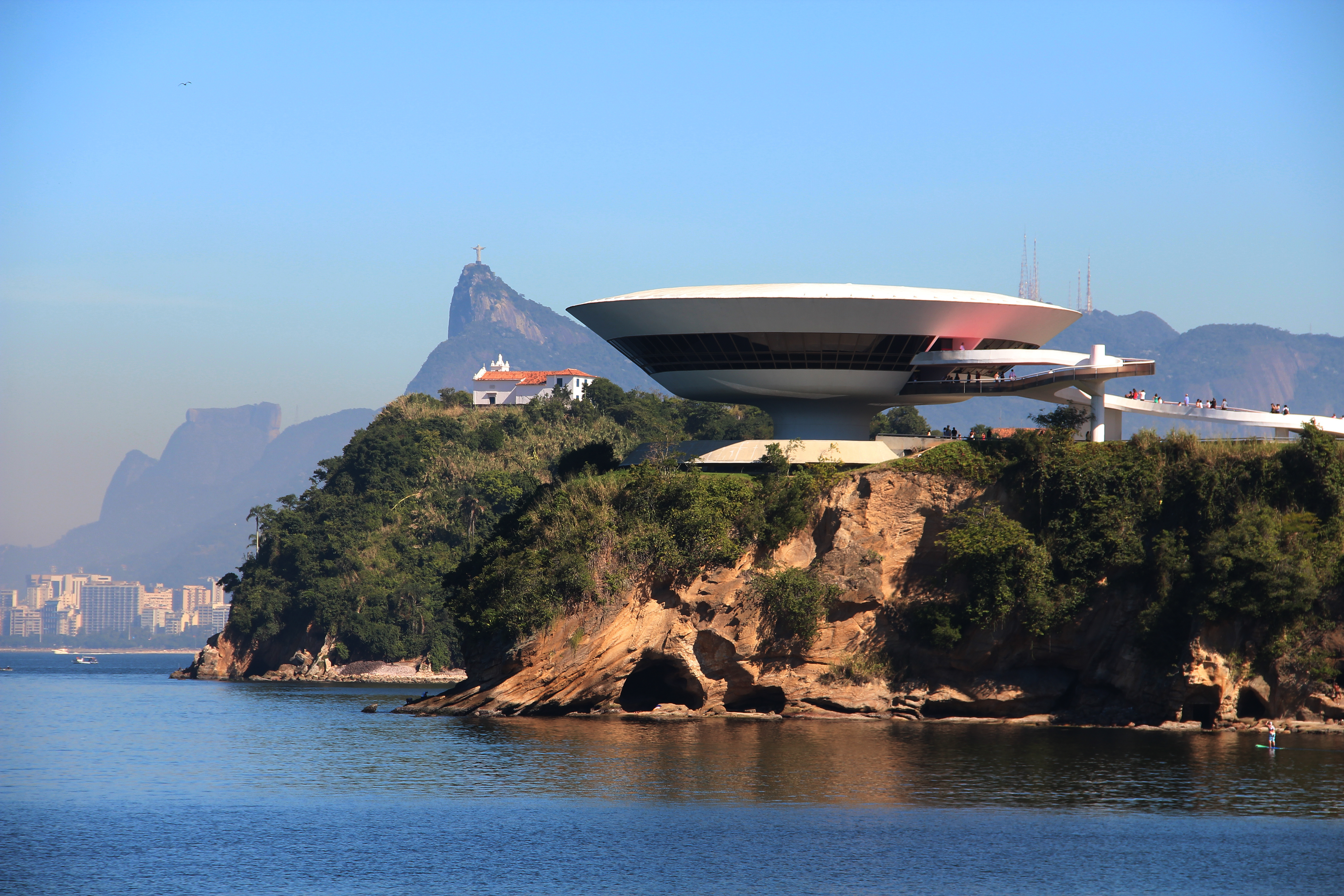
Vista do Museu de Arte Contemporânea de Niterói

Dentre os projetos de Oscar Niemeyer em Niterói, o Museu de Arte Contemporânea de Niterói é o de maior destaque. A combinação da paisagem e do projeto arquitetônico tornou o conjunto de edificações em um dos mais conhecidos no mundo.
O MAC se tornou o principal ponto de referência de Niterói, e marcou o início das construções do que viria a ser o Caminho Niemeyer. Destina-se principalmente a obras pertencentes à arte contemporânea, todas datadas ao decorrer do século XX. O museu possui um acervo de 1.217 obras da Coleção João Sattamini e mais de 300 da Coleção MAC Niterói.

### Estação Hidroviária de Charitas

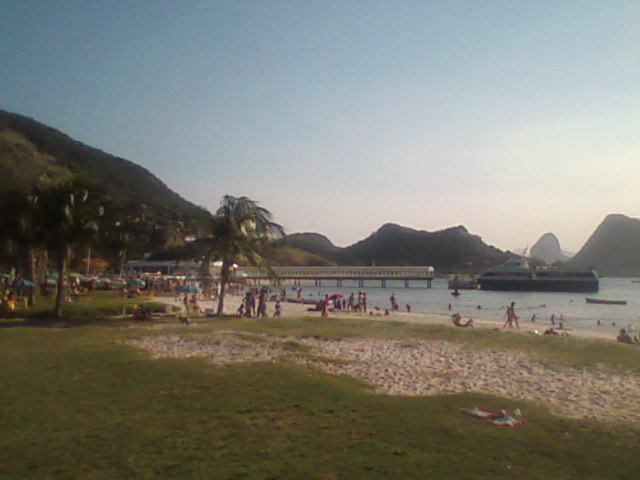
Catamarã atracando na Estação de Charitas

Prédio do Terminal das Barcas do bairro de Charitas, ponto final do Caminho Niemeyer - Terminal hidroviário de Charitas levou a assinatura do arquiteto Oscar Niemeyer e se tornou uma atração turística da cidade de Niterói. Com 2.000 m² e 700 m² de vidro para compor o salão panorâmico de embarque de passageiros. O espaço abriga lojas de conveniência, o restaurante Olimpo, e uma vista invejável da enseada e da Baía de Guanabara. 
Um dos destaques da estação de Charitas é o recuo da estação em relação à linha d´água e a construção de um píer sobre estacas.

### Centro Petrobras de Cinema
Prédio do Museu do Cinema, com formato sugestivo de rolo de filme, com um museu, seis salas de projeção e ainda servirá de sede para a Academia Brasileira de Cinema.
Fica no bairro de São Domingos. O projeto prevê além do museu dedicado ao cinema, a instalação de um auditório com capacidade para receber até 700 pessoas. O espaço conta ainda com seis salas de cinema com capacidade para mais de 1.200 espectadores, além de lojas, bares e um café. 
A localização do museu também é considerada estratégica, uma vez que fica próximo da Universidade Federal Fluminense (UFF), que conta com a única faculdade pública de cinema do Estado do Rio de Janeiro e uma das mais conceituadas do país.
Possui um Espaço Multiuso, que recebe o nome em homenagem a Nelson Pereira dos Santos, no qual possui um auditório e é o local previsto para instalação do museu, e foi inaugurado em 2019.

### Praça JK
A praça no Centro da cidade e à beira-mar. Foi construída em cima da primeira garagem subterrânea de Niterói como homenagem ao presidente Juscelino Kubitschek, através de seu nome, e de uma escultura de Oscar Niemeyer e JK sentados num dos bancos da praça e uma marquise projetada por Niemeyer.
O local também possui uma obra de Rubens Gerchman denominada de "O Goleiro". A obra foi  financiada pelo prêmio da FUNARTE, e inaugurada em 27 de agosto de 2016.
Segundo Clara Gerchman, filha do artista, a escultura "era um esboço feito nos anos 80 pelo artista e que saiu do papel para concorrer no concurso da Funarte".

### Praça das Águas
A praça se localiza no Centro da cidade, no começo da Avenida Amaral Peixoto, junto a Avenida Marquês do Paraná.  Conta com grandes chafarizes e esculturas projetas por Oscar Niemeyer, com poesias grafadas do poeta Ferreira Gullar. 
É o equipamento do conjunto do Caminho Niemeyer mais distante do mar.

### Maquinho
O Módulo de Ação Comunitária, mais conhecido como Maquinho, é localizado em frente ao Museu de Arte Contemporânea. O local foi criado como centro social para atender a comunidade local, oferecendo oficinas de desenho, de dança e outras.

## Projetos não executados

### Torre Panorâmica de Niterói

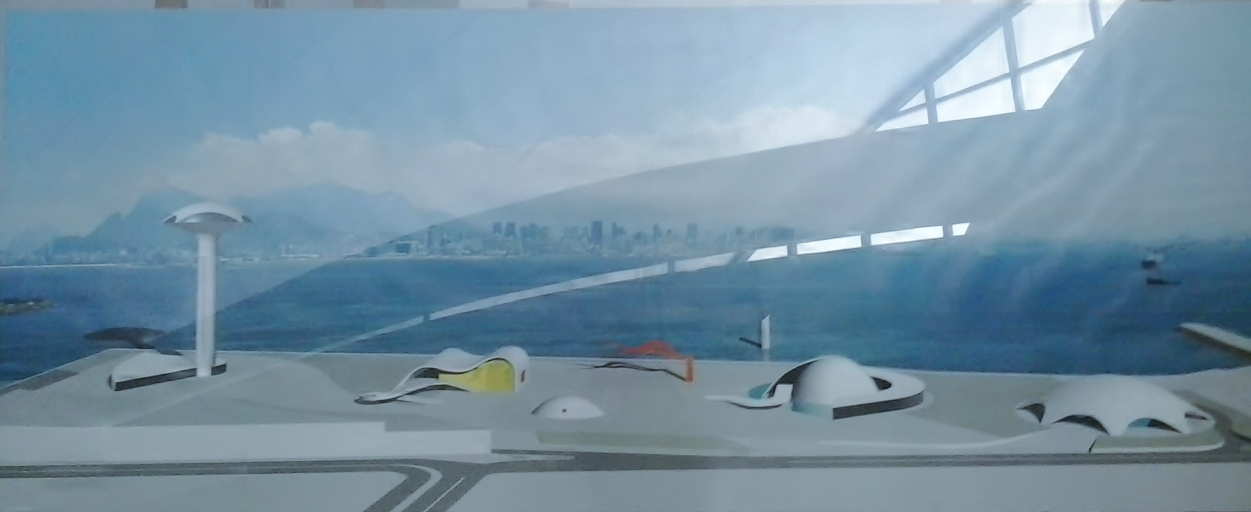
Panorama da Praça Popular com projetos não executados

Torre com 60 metros de altura, que abrigaria um restaurante e um bar, além de um mirante com visão panorâmica de 360 graus do Centro de Niterói e Baía de Guanabara, a ser erguida na Praça Popular, ladeada pelo Teatro Popular e pelo Memorial Roberto Silveira. O prédio estava orçado em 2011 em R$ 19 milhões.

### Terminal Intermoldal de Niterói
Também conhecido como Terminal de Integração Multimodal e Estação Arariboia, servirá de estação de ônibus e barca, além da futura Linha 3 do Metrô do Rio de Janeiro, substituindo a atual Estação Arariboia e o Terminal Rodoviário João Goulart. O projeto remonta a década de 1970, quando foi feito o Aterro da Praia Grande, que tinha a intenção de transformar a Praça Arariboia em uma Marina.
O primeiro projeto era de um Terminal Hidroviário para substituir a Estação das Barcas, e foi apresentado em 2001. Em 2009, a Prefeitura anunciou a intenção de que o atual Terminal Rodoviário João Goulart fosse derrubado e substituído por um projeto apresentado o por Oscar Niemeyer, integrando-o assim ao Caminho Niemeyer. 
Por sua vez, em 2011, após tratativa com o Governo do Estado, que tinha intenção de construir a linha 3, a futura estação de metrô foi deslocada da Praça Arariboia à Praça Popular do Caminho Niemeyer, substituindo-o por um único Terminal de Integração Multimodal. Este projeto de edifício consistiu em uma adaptação ao projeto Niemeyer para o novo Terminal Rodoviário João Goulart e pelo abandono do projeto anterior de nova estação hidroviária, permitindo a multimodalidade entre ônibus, barcas e metrô em um único terminal.

### Catedral Evangélica
Catedral inicialmente oferecida a Igreja Batista, que abandonou o projeto em 2004, sendo este assumido em 2012 pela Igreja Adventista.
O templo teria um pórtico de 23 metros de altura, com um vão livre de 61m de extensão, um prédio de apoio, e um auditório para 5.000 pessoas.

### Oceanário de Niterói
Também conhecido como Aquário Público de Niterói. Seria um aquário gigante em forma de molusco.

### Centro de Convenções
Projetado em 2008 para substituir o projeto da Catedral Evengélica. Possuiria uma cúpula de 80 metros. No térreo, o espaço teria um salão de exposições; e no andar inferior, um generoso espaço destinado aos diferentes encontros que seriam ali promovidos.

### Capela Flutuante
Uma capela em homenagem a Nossa Senhora do Líbano.

### Arena Muitiuso
Transformação do parque da Concha Acústica de Niterói, próximo ao campus da UFF, em uma arena multiuso.